# Brachycephalus alipioi
Brachycephalus alipioi es una especie de anfibio anuro de la familia Brachycephalidae.

## Distribución geográfica
Esta especie es endémica del estado del Espírito Santo en Brasil. Habita en los municipios de Vargem Alta, Castelo y Santa Teresa.

## Etimología
Esta especie lleva el nombre en honor a Alípio de Miranda Ribeiro.

## Publicación original
- Pombal & Gasparini, 2006 : A new Brachycephalus (Anura: Brachycephalidae) from the Atlantic rainforest of Espirito Santo, Southeastern Brazil. South American Journal of Herpetology, vol. 1, n.º 2, p. 87-93[5]